# Jevdokia Meksjilo
Jevdokia Pantelejevna Meksjilo (ryska: Евдокия Пантелеевна Мекшило), född 23 mars 1931 i Gorno-Altajsk, Altajrepubliken i Sovjetunionen, död 16 januari 2013 i Sankt Petersburg, var en rysk längdåkare som tävlade för Sovjetunionen under 1960-talet.
Meksjilo vann en guldmedalj och en silvermedalj vid OS 1964 i Innsbruck på 3 x 5 km respektive 10 km.